# Olivia Newton-John
Olivia Newton-John, DBE (Cambridge, 26 de setembro de 1948 – 8 de agosto de 2022) foi uma cantora e atriz britânica e australiana. Com mais de 100 milhões de discos vendidos, John é uma das artistas musicais que mais venderam de todos os tempos, e a que mais vendeu entre os artistas australianos.
Em 1978, John estrelou Grease, que foi o filme musical de maior bilheteria na época e cuja trilha sonora continua sendo um dos álbuns mais vendidos de todos os tempos. Ele apresenta dois grandes duetos de sucesso com o co-protagonista John Travolta: "You're the One That I Want" — que é um dos singles que mais venderam de todos os tempos — e "Summer Nights". Suas canções de assinatura solo incluem "I Honestly Love You" (1974), o vencedor do Grammy Awards de Gravação do Ano, e "Physical" — o single mais bem classificado na Billboard Hot 100 na década de 1980. 
Os prêmios e reconhecimentos de John incluem quatro Grammys, um Daytime Emmy Award, nove Billboard Music Awards, seis American Music Awards e uma estrela na Calçada da Fama de Hollywood. Ela colocou quinze singles no top dez da Billboard Hot 100, incluindo cinco que foram número um, e dois álbuns na liderança do Billboard 200: If You Love Me, Let Me Know (1974) e Have You Never Been Mellow (1975). Ela foi nomeada Oficial da Ordem da Austrália em 2006 e Dama Comandante da Ordem do Império Britânico em 2020.
John, que teve câncer de mama três vezes, foi uma defensora e patrocinadora da pesquisa sobre o câncer de mama. Em 2012, fundou o Olivia Newton-John Cancer & Wellness Centre no Austin Hospital foi inaugurado em sua cidade natal, Melbourne; em 2015, a instalação foi rebatizada de Olivia Newton-John Cancer Wellness & Research Centre. Ela também foi uma ativista por causas ambientais e de direitos dos animais.

## Biografia
Olivia Newton-John nasceu em Cambridge, no Reino Unido, filha de Brinley ("Bryn") Newton-John e Irene Born. É a mais nova dos três irmãos, Hugh, um médico, e Rona, sua irmã também atriz. Sua mãe era filha de Max Born, o físico alemão laureado com o Prêmio Nobel que fugiu da Alemanha na década de 1930 para evitar a perseguição nazista. O seu pai era um oficial MI5, trabalhando no Projeto Enigma em Bletchley Park (antiga instalação militar secreta na Inglaterra). A família Newton-John se mudou para Melbourne, Austrália, onde seu pai começou a trabalhar como professor na Universidade de Melbourne.

## Vida pessoal e doença
De 1978 a 1992 foi casada com o ator e dançarino norte-americano Matt Lattanzi, com quem teve sua única filha, Chloe Rose Newton-John Lattanzi, nascida em Los Angeles, em 17 de janeiro de 1986 (39 anos).
Sua segunda relação estável ocorreu de 1994 a 2005, com o cinegrafista Patrick McDermott, que é de origem sul-coreana. Ele desapareceu em 2005, quando embarcou em um navio e nunca mais voltou. Depois de três anos de buscas, sem resultados, concluíram em 2008 que ele deveria ter caído do barco, e as autoridades americanas declararam a sua morte legal. Em 2016, foi descoberto que ele forjou sua própria morte: Ele foi preso por autoridades mexicanas no pequeno município de Sayulita, no Estado de Nayarit, no México.
Diversos moradores da cidade de San Francisco afirmaram em diversas entrevistas que ele foi visto diversas vezes, se divertindo sempre no mesmo bar, tomando tequila. O mesmo informou ter feito isso para escapar de dívidas devido a falência. O fato deixou Olívia em choque, pois a mesma sofreu por muito tempo.
Foi casada com o empresário norte-americano John Easterling.
Newton-John revelou que lutou três vezes contra o cancro da mama, em segredo em 2013, além do diagnóstico inicial em 1992. Com a recorrência em 2017, o cancro espalhou-se para os ossos e progrediu para o estágio IV. Newton-John sentiu muita dor devido às lesões ósseas metastáticas e falou abertamente sobre o uso de óleo de canabis para aliviar a dor. Ela era uma defensora do uso de canabis medicinal e a sua filha Chloe possui uma fazenda de canabis no Estado de Oregon.

### Morte
Sucumbiu das complicações da patologia a 8 de agosto de 2022 no sul da Califórnia aos 73 anos de idade.

## Carreira

### Início
Com quatorze anos, Olivia formou uma banda de garotas, Sol Four, com três colegas. Ela logo estava aparecendo regularmente nas rádios e nos shows de televisão australianos incluindo HSV-7's The Happy Show onde cantou Lovely Livvy. Também apareceu no Go Show onde encontrou seus amigos, Pat Carroll e John Farrar (Carroll e Farrar são casados até hoje.) Entrou em um concurso de talentos no programa de televisão, Sing, Sing, Sing, apresentado pelo ídolo australiano dos anos 1960 Johnny O'Keefe, onde cantou as canções Anyone Who Had A Heart e Everything's Coming Up Roses. Ganhou a competição e recebeu um convite de trabalho na Inglaterra. Inicialmente não quis ir, mas sua mãe a incentivou a conquistar a fama.
Olivia mudou-se para a Inglaterra e terminou seu namoro com Ian Turpie, com quem estrelou em um telefilme australiano independente, Funny Things Happen Down Under. Quando Pat Carrol mudou-se também para a Inglaterra, as duas se juntaram e fizeram uma turnê em clubes noturnos na Europa, que terminou quando o visto de trabalho de Pat venceu e ela teve que retornar à Austrália. Olivia permaneceu na Inglaterra para começar definitivamente sua carreira solo.
Olivia gravou seu primeiro single, Till You Say You'll Be Mine/Forever, pela gravadora inglesa Decca Records, em 1966. Quatro anos mais tarde, Olivia entrou no grupo, Tommorrow – ideia do produtor americano Don Kirshner. O grupo gravou um álbum e estrelou um "musical de ficção científica" com o mesmo nome. O projeto fracassou e o grupo se separou em 1970. Apesar dos boatos intensos em função das gravações, Olivia sempre foi muito amiga de John Travolta. Nada mais que isso.

### 1971 – 1977
Olivia lançou seu primeiro álbum, If Not For You, em 1971. The If Not For You, escrita por Bob Dylan, o álbum se transforma em seu primeiro hit internacional (nº 25 Pop, nº 1 Adult Contemporary – doravante AC) esteve no Top 10 na Austrália e Inglaterra, porém, fracassou nos Estados Unidos. (nº 94 Pop, nº 34 AC). Foi candidata a Melhor Cantora Inglesa em dois anos na revista Record Mirror. Apareceu diversas vezes com Cliff Richard no programa de televisão, It's Cliff Richard Show, e estrelou com ele no telefilme, The Case. A carreira de Olivia nos Estados Unidos era fracassada desde If Not For You até o lançamento de Let Me Be There em 1973. A música entrou no Top 10 americano no Pop (nº 6), Country (nº 7) e AC (nº 3) e resultou em um prêmio Grammy de Melhor Cantora Country do Ano e outro pela Academy of Country Music Award de Melhor Cantora. A música entrou no álbum Let Me Be There, o nº 1 em vendas dos álbuns country durante duas semanas.
Em 1974, Olivia representou o Reino Unido no Festival Eurovisão da Canção com uma música que não tinha gostado, Long Live Love, entretanto, ela foi escolhida pelo público britânico. Ao final do Festival, Olívia terminou o mesmo em quarto lugar; o ganhador foi outra lenda da música pop mundial, o grupo sueco ABBA com o hit Waterloo. Todas as seis canções gravadas por Olívia para a seleção britânica foram gravadas por Olivia e posteriormente inclusas em seu álbum Long Live Love, o primeiro sob o contrato com a EMI. Na América do Norte, este álbum foi lançado com o nome If You Love Me, Let Me Know. O álbum tinha quatro tipos de estilos musicais, mas tinha uma orientação country para continuar com o sucesso conseguido com Let Me Be There. A música título do álbum foi o primeiro single e conseguiu o nº 5 Música pop, nº 2 Country (sua música country de melhor colocação até hoje) e nº 2 AC. O próximo single, I Honestly Love You, se tornou a canção principal de Olivia naquele momento.
Escrita por Jeff Barry e Peter Allen, a música conseguiu o primeiro nº 1 Pop de Olivia e ficou neste posto por duas semanas, e o segundo nº 1 AC que continuou no posto por três semanas; com isso Olivia ganhou dois Grammy, Recorde do Ano e Melhor Cantora Pop do Ano. O sucesso dos singles botou o álbum em nº 1 na categoria Pop por uma semana, e na Country por oito semanas no Album Charts.
Olivia se tornou a cantora country de maior sucesso na época nos Estados Unidos, mas foi criticada pelos puristas, que acreditavam que a sua mistura com pop não era música country. Além do Grammy por Let Me Be There, Olivia também ganhou o Country Music Association por Melhor Cantora do Ano, ganhando das cantoras Loretta Lynn, Anne Murray, Dolly Parton e Tanya Tucker. A vitória de Olivia chocou vários artistas do estilo que formaram por curto tempo a Association of Country Entertainers (ACE). Olivia foi a cantora que mais divulgou a música country naquela época. Stella Parton, irmã de Dolly Parton, gravou Ode To Olivia que foi lançado no álbum de Olivia, em 1976, Don't Stop Believin'’.
Encorajada pela cantora australiana Helen Reddy, Olivia saiu da Inglaterra e mudou-se para os Estados Unidos. Seu novo álbum, Have You Never Been Mellow, ficou em nº 1 Pop por uma semana e em nº 1 Country por seis semanas. O álbum gerou dois singles – a música-título do álbum (nº 1 Pop, nº 3 Country, nº 1 AC) e Please Mr. Please (nº 3 Pop, nº 5 Country, nº 1 AC). A carreira de Olivia esfriou com a estreia do álbum seguinte Clearly Love. A tradição do certificado gold conseguido em 10 singles consecutivos foi quebrada com Something Better To Do, que ficou parado no nº 13 (nº 19 Country e nº 1 AC). Embora seus álbuns ainda conseguissem o certificado de ouro, não retornou ao Top 10 no Hot 100 da Música Pop outra vez até 1978.
Os singles de Olivia continuaram firmes na liderança no chart AC, no qual ela finalmente acumulou dez singles nº 1, incluindo um recorde de sete consecutivos:
- I Honestly Love You (1974) – 3 semanas
- Have You Never Been Mellow (1975) – 3 semanas
- Please Mr. Please (1975) – 3 semanas
- Something Better to Do (1975) – 3 semanas
- Let It Shine/He Ain't Heavy…He's My Brother (1976) – 2 semanas
- Come On Over (1976) – 1 semana
- Don't Stop Believin' (1976) – 1 semana

Ela também forneceu notável, mas não creditado, vocal para o single de John Denver, Fly Away,  que foi sucedido por seu próprio single, Let It Shine/He Ain't Heavy…He's My Brother, no nº1 do chart AC. Olivia também continuava a chegar ao Top 10 Country no qual ela registrou sete singles Top 10 através do álbum de 1976 Come on Over (nº 23 Pop, nº 5 Country, nº 1 AC) e seis álbuns Top 10 consecutivos (de um total de nove na carreira) através de Don't Stop Believin', também de 1976, (Pop nº 30, nº 7 Country). Ela fez seu primeiro especial de televisão nos Estados Unidos, A Special Olivia Newton-John, em novembro de 1976.
No meio  de 1977, o sucesso de Olivia nos charts AC e Country começou a diminuir. O álbum Making a Good Thing Better (Pop nº 34, nº 13 Country) não conseguiu o certificado Ouro, e seu único single, a faixa título, não conseguiu nem atingir o Top 10 do charts AC ou Country do país. Embora neste mesmo ano tenha sido lançada a coletânea Olivia Newton-John's Greatest Hits (Pop nº 13, nº 7 Country) que se tornou o seu primeiro álbum de Platina (2X Platina), Olivia estava pronta para dar a sua carreira novas direções.

### 1978 – 1979
A carreira de Olivia atingiu o ápice neste momento, em 1978, ela foi convidada para estrelar a adaptação cinematográfica do musical da Broadway Grease. Foi oferecido a ela o papel principal, o Sandy, após uma reunião com o produtor Allan Carr em um jantar especial realizado por Helen Reddy, em Los Angeles, residência dela. Ainda temorosa pelo fracasso de Toomorrow, experiência passada por ela há muito tempo (o filme foi feito em 1970 e era o ano 1977), Olivia insistiu em um teste de atuação com o coprotagonista do filme, John Travolta. Olívia passou no teste, mas uma das principais mudanças do roteiro aconteceu: o sotaque australiano de Olívia forçou uma reformulação em seu personagem, o nome de Sandy Dumbrowski foi alterado para Sandy Olson, uma jovem australiana que estava de férias nos Estados Unidos e estava visitando alguns parentes.
O lançamento do filme foi antecedido a um mês, e Olivia ajudou na divulgação do filme, mencionando-o em seu segundo especial de televisão, Olivia. Grease se tornou a maior bilheteria de 1978, e desde então é extremamente popular. A trilha sonora ficou 12 semanas consecutivas no n.º 1 da Billboard e rendeu três singles Top 5 para Olivia: o n.º 3 You're The One That I Want (com John Travolta), o n.º 3 Hopelessly Devoted To You e o n.º 5, Summer Nights (com John Travolta e todo o elenco do filme). A trilha sonora, é a mais vendida de todos os tempos, com estimativas de 45 000 000 de cópias no mundo todo até hoje. Um dos seus maiores hits internacionais, You're The One That I Want, um dueto com John Travolta, foi uma das duas canções que o produtor a longa data de Olivia,John Farrar,  escreveu especificamente para o filme. Olivia se tornou a segunda mulher (após Linda Ronstadt, em 1977) a ter dois singles – Hopelessly Devoted To You e Summer Nights – no Top 5 da Billboard simultaneamente. A performance dela ganhou o prêmio People's Choice pela Motion Picture de atriz favorita. Ela também foi nomeada para um Globo de Ouro como Melhor Atriz em um Musical e nomeada ao Oscar pela música Hopelessly Devoted To You, no Academy Awards de 1979. Neste dia, a trilha sonora do filme subiu mais ainda nas vendas.
A transformação do estilo de música de Olivia de Country para Pop no filme a entusiasmou para fazer o mesmo em sua carreira musical. Em novembro de 1978, ela lançou o seu primeiro álbum pop Totally Hot, seu primeiro álbum no Top 10 (n.º 7) desde Have You Never Been Mellow. Os singles A Little More Love (nº 3 Pop, Country n.º 94, n.º 4 AC), Deeper Than A Night (Pop n.º 11, Country n.º 87, n.º 4 AC), bem como a faixa título do álbum (n.º 52 Pop) demonstraram um som mais agressivo e dançante de Olivia. O álbum ainda chegou ao quarto lugar do Chart AC. Olivia liberou Dancin' 'Round And 'Round, lado B do single Totally Hot em uma rádio Country, onde conseguiu o impressionante n.º 29 (bem como Pop n.º 82 e n.º 25 AC), tornando-se seu último lançamento exclusivo a uma rádio.

## Discografia
| Álbuns de estúdio - If Not for You (1971) - Olivia (1972) - Let Me Be There (1973) - Long Live Love (1974) - Have You Never Been Mellow (1975) - Clearly Love (1975) - Come on Over (1976) - Don't Stop Believin' (1976) - Making a Good Thing Better (1977) - Totally Hot (1978) - Physical (1981) - Soul Kiss (1985) - The Rumour (1988) - Warm and Tender (1989) - Gaia (1994) - Back With a Heart (1998) - The Christmas Collection (2001) - (2) (2002) - Indigo: Women of Song (2004) - Stronger Than Before (2005) - Grace and Gratitude (2006) - Christmas Wish (2007) - A Celebration in Song (2008) - Grace and Gratitude Renewed (2010) - This Christmas (2012) - Hotel Sessions (2014) |

## Prêmios

### (ACM) Academy of Country Music Awards
Vitórias:
- 1973 – Most Promising Female Vocalist

Nomeações:
- 1974 – Top Female Vocalist

### (AMA) American Music Awards
Vitórias:
- 1974 – Favorite Album – Country: Let Me Be There
- 1974 – Favorite Female Artist – Country
- 1974 – Favorite Female Artist – Pop/Rock
- 1974 – Favorite Single – Pop/Rock: I Honestly Love You
- 1975 – Favorite Album – Pop/Rock: Have You Never Been Mellow
- 1975 – Favorite Female Artist – Country
- 1975 – Favorite Female Artist – Pop/Rock
- 1976 – Favorite Female Artist – Pop/Rock
- 1978 – Favorite Album – Pop/Rock: Grease
- 1982 – Favorite Female Artist – Pop/Rock

Nomeações:
- 1975 – Favorite Album – Country: Have You Never Been Mellow
- 1979 – Favorite Female Artist – Pop/Rock
- 1980 – Favorite Female Artist – Pop/Rock

### (ARIA) Australian Recording Industry Association Awards
Vitórias:
- 1999 – Highest Selling Album: Highlights From The Main Event

Nomeações:
- 1999 – Best Adult Contemporary Album: Highlights From The Main Event"

### (CMA) Country Music Association Awards
Vitórias:
- 1974 – Female Vocalist of the Year

Nomeações:
- 1974 – Album of the Year – If You Love Me Let Me Know
- 1974 – Entertainer of the Year
- 1974 – Single of the Year – If You Love Me (Let Me Know)

### Grammy Awards
Vitórias:
- 1973 – Best Female Country Vocal Performance: Let Me Be There
- 1974 – Record of the Year: I Honestly Love You
- 1974 – Best Female Pop Vocal Performance: I Honestly Love You
- 1982 – Video of the Year: Olivia Physical

Nomeações:
- 1975 – Best Female Pop Vocal Performance: Have You Never Been Mellow
- 1978 – Album of the Year: Grease
- 1978 – Best Female Pop Vocal Performance:  Hopelessly Devoted to You
- 1980 – Best Female Pop Vocal Performance:  Magic
- 1981 – Best Female Pop Vocal Performance:  Physical
- 1982 – Best Female Pop Vocal Performance: Heart Attack
- 1983 – Best Long Form Music Video: Olivia In Concert
- 1984 – Best Short Form Music Video: Twist Of Fate

### People's Choice Awards
- 1975 – Favorite Female Musical Performer[16]
- 1977 – Favorite Female Musical Performer[17]
- 1979 – Favorite Female Musical Performer[18]
- 1979 – Favorite Motion Picture Actress[18]

### Gerais
- Wood, Gerry. (1998). "Olivia Newton-John". In The Encyclopedia of Country Music. Paul Kingsbury, Editor. New York: Oxford University Press. pp. 380–1.
- American chart data per Billboard magazine.
- American record certifications per riaa.org.